# Oscar Swahn (pedagog)
Frans Oscar Birger Swahn, född den 29 december 1833 i Marstrand, död den 12 februari 1908 i Kalmar, var en svensk pedagog och publicist. Han var måg till Paulus Genberg och Amélie Toll samt far till Waldemar och Ragnar Swahn.

## Biografi
Swahn blev 1851 student vid Lunds universitet, 1856 filosofie magister och 1863 docent i teoretisk filosofi vid Lunds universitet, samt var 1867–1890 lektor i modersmålet och filosofisk propedeutik vid högre allmänna läroverket i Kalmar. Under vistelsen i Lund utgav han några filosofiska avhandlingar, bland annat om Monadlärans uppkomst, utveckling och upplösning (1863) samt Om betydelsen af Herbarts philosophiska ståndpunkt (1865). 
År 1873 företog han med statsunderstöd en resa till Tyskland och Österrike för studiet av  lärarutbildningen där. Samma år blev han ledamot av kommittén för inrättande av en anstalt för blivande elementarlärares utbildning. År 1875 reste han med offentligt understöd till Finland, Sankt Petersburg och Schweiz för praktisk-pedagogiska studier. Åren 1875–1879 var han föreståndare för den teoretiska provårskursen i Kalmar. 
Åren 1869–1882 redigerade Swahn tillsammans med Carl Gethe tidningen "Kalmar", och 1882–1884 utgav han "Svensk folktidning", vilken 1883 utgick i omkring 7 000 exemplar och till sin avdelning för humoristiska sägner på svenskt landsmål fick mottaga så många bidrag, att Swahn huvudsakligen med hjälp av dessa kunde utge 16 häften "Svenskt skämtlynne" (1883–1885; ny följd 5 häften 1901). 
Swahn tillvaratog en hel del inhemskt anekdotmaterial och verkade livligt för åtskilliga reformer i den högre undervisningen, bland annat för att förlägga ett universitet i huvudstaden. Han utgav den åt det äldre studentlivet ägnade karaktärs- och anekdotsamlingen Våra öfverliggare. Akademiska studier (1885; 2:a upplagan 1886, pseudonym Thord Bonde, med en följdskrift samma år) samt den delvis på insända bidrag grundade, från läroverken hämtade anekdotsamlingen Våra öfversittare. Ungdomsminnen och läroverksstudier (1888–1889), som åtföljdes av förslag till läroverksreform. 
För övrigt utgav Swahn Paulus Genberg. Minnesteckning (1880), Språkljud och qvantitativ betoning i högsvenskan (1882), Lärobok i välläsning (samma år), Det muntliga föredragets konst i tal och sång (1890) och Lärobok i det muntliga föredraget (1903).